# Jurij Fjodorovics Kovaljov
Jurij Fjodorovics Kovaljov (oroszul: Юрий Фёдорович Ковалёв; Orehovo-Zujevo, 1934. február 6. – Moszkva, 1979. szeptember 25.) Európa-bajnok orosz labdarúgó.
A szovjet válogatott tagjaként részt vett az 1960-as Európa-bajnokságon.

## Sikerei, díjai
Lokomotyiv Moszkva
- Szovjet bajnok (1): 1959
- Szovjet kupa (1): 1957

Dinamo Kijiv
- Szovjet bajnok (1): 1960

Szovjetunió
- Európa-bajnok (1): 1960